# Torre da Igreja de Nossa Senhora dos Anjos

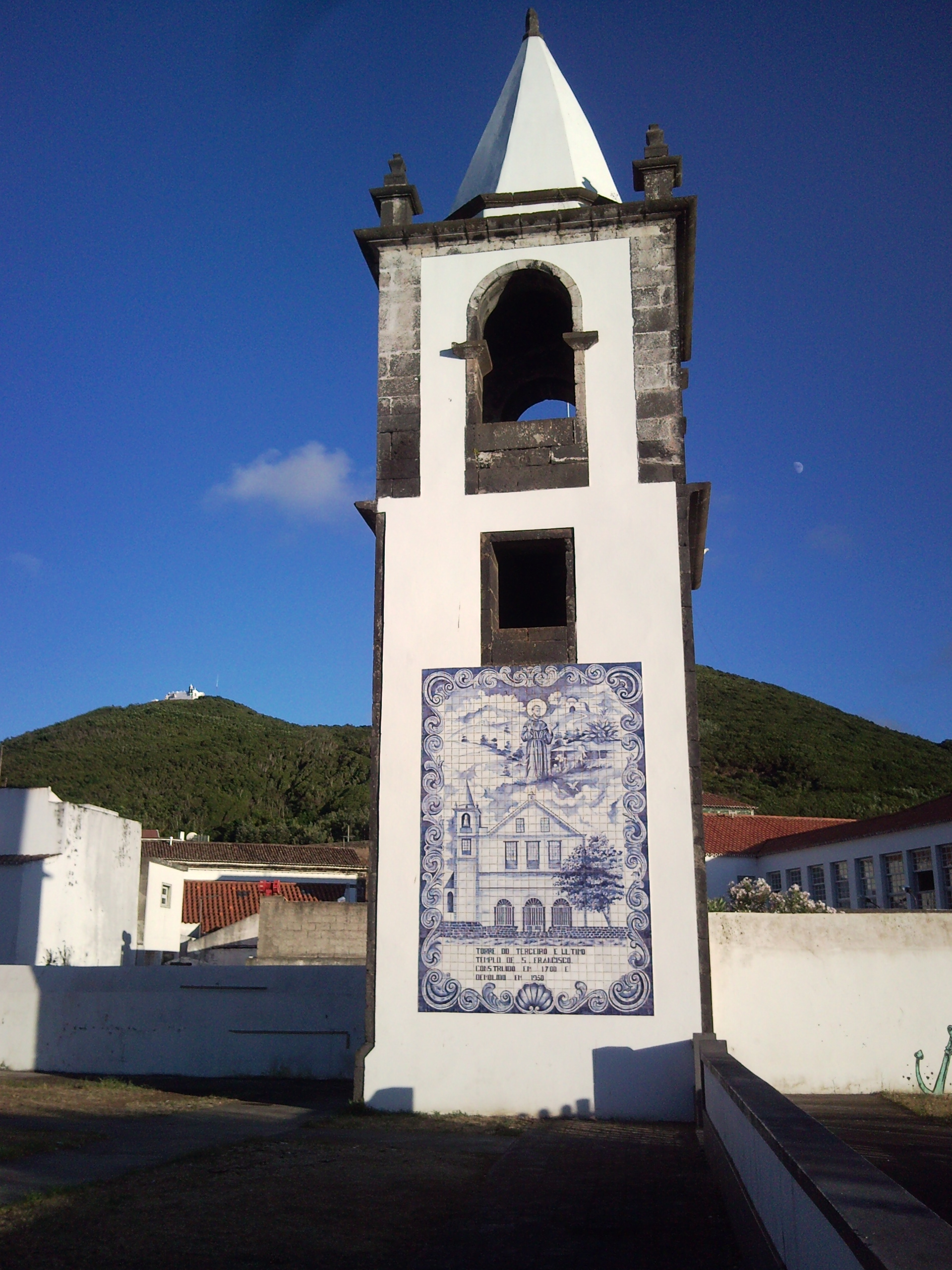
Torre da Igreja de Nossa Senhora dos Anjos.

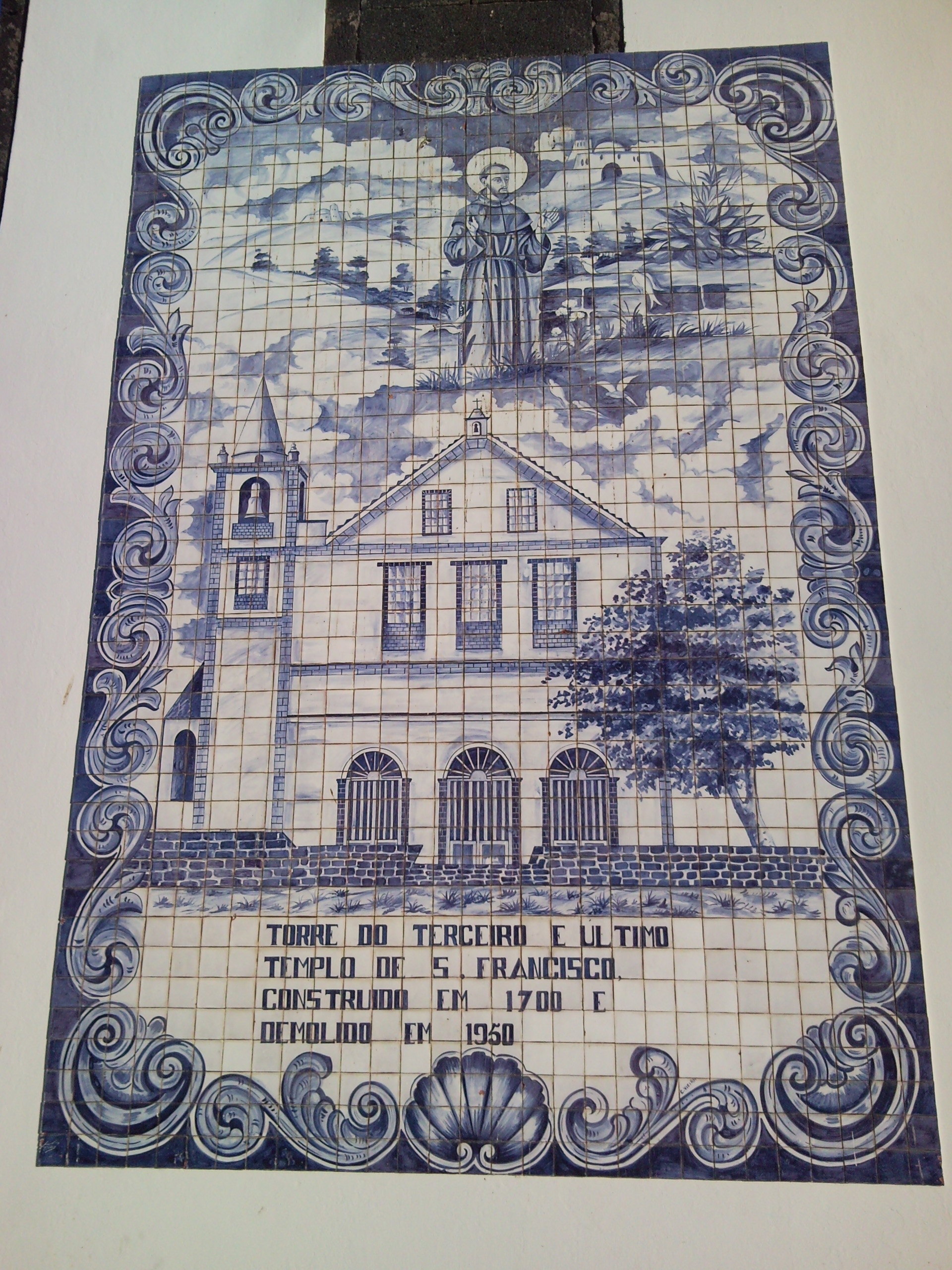
Torre da Igreja de Nossa Senhora dos Anjos, Painel de azulejos.

A Torre da Igreja de Nossa Senhora dos Anjos apresenta-se como uma curiosa Torre sineira que fez parte da Igreja de Nossa Senhora dos Anjos e actualmente se encontra sem o resto do templo a que pertenceu, encontra-se localizada no tardoz da biblioteca municipal, no lado sul do local do Rossio, concelho de Santa Cruz da Graciosa, ilha Graciosa, Açores.
A Igreja de Nossa Senhora dos Anjos, a que esta torre pertencia teve a sua construção entre 1700 e 1708. A missa inaugural deste templo aconteceu no dia 22 de Agosto de 1708.
Esta igreja incorporava uma capela dedicada a Santa Bárbara com construção datada de 1670, anteriormente ali existente.
Este templo fez parte do antigo Convento Franciscano de Santa Cruz da Graciosa, cuja construção também foi iniciada em 1700 e benzido no dia 18 de Julho de 1724, cuja construção se destinou a substituir outro, fundado em 1609 e que foi considerado inadequado.
François-René de Chateaubriand, conhecido escritor, ensaísta, diplomata e político francês, que esteve hospedado neste convento a quando da sua passagem pela ilha Graciosa corria o ano de 1791, quando viajou entre França e os Estados Unidos, descreve o imóvel como “cómodo e bem iluminado”.
O Convento Franciscano de Santa Cruz da Graciosa foi extinto em sequência das políticas liberais em Portugal, por força do decreto da Regência de Angra do dia 30 de maio de 1834.
Os Frades Franciscanos que já haviam sido proprietários de outros dois templos em Santa Cruz da Graciosa, um fundado em 1609 e o outro iniciado em 1621, acabaram em consequência dessa extinção por abandonarem a Graciosa quatro meses depois, a 30 de Setembro do mesmo ano (1834).
Desde essa altura o imóvel teve vários usos públicos, sendo no entanto aos poucos abandonado até todo o conjunto sido demolido em 1946, deixando assim a torre isolada como actualmente se encontra.
Em consequência da demolição do convento, as suas pedras e madeiras foram utilizadas na construção de muitas das casas de Santa Cruz.
Desde a sua fundação e até à demolição a Igreja e o Convento franciscano haviam formado um conjunto inseparável.